# 智東駅

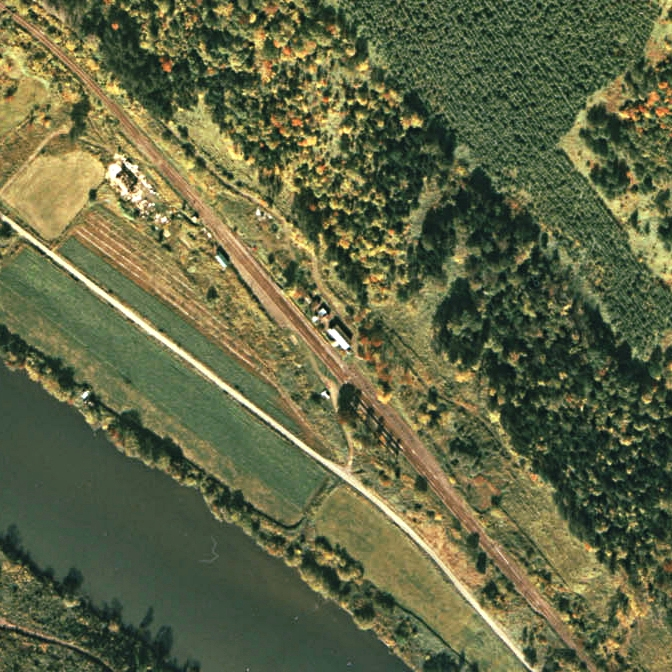
1977年の智東駅と周囲約600ｍ範囲の状況。左上が稚内方面。相対ホームに駅舎と貨物積卸場及び引込線の一般駅で、特に名寄側に木材貨物のストックヤードが細長く伸びている。かつてここに木材が沢山積まれていたが、この写真の時点では使われなくなって久しい様である。

智東駅（ちとうえき）は、北海道（上川総合振興局）名寄市字智恵文智東にあった北海道旅客鉄道（JR北海道）宗谷本線の駅（廃駅）である。電報略号はチト。事務管理コードは▲121820。冬期休業の臨時駅を経て、2006年（平成18年）3月18日に廃駅となった。

## 歴史
現在の宗谷本線が浜頓別駅経由のルート（のちの天北線）で稚内に到達したのち、地元住民の請願によって1924年（大正13年）に新設された。
しかし、1976年（昭和51年）以降当地は無住地となり（後述）、1986年（昭和61年）の無人化・交換設備廃止を経て、1987年（昭和62年）から冬季は全列車が通過する臨時駅の扱いとなっていた。廃止直前には、営業期間中でも普通列車が2往復（下りは午後の2本、上りは朝夕1本ずつ）しか停車しなかった（停車時刻は通年時刻表に記載されていた）。

### 年表
- 1924年（大正13年）6月1日：鉄道省宗谷本線名寄駅 - 智恵文駅間に新設開業（一般駅）[7][8]。
- 1949年（昭和24年）6月1日：公共企業体である日本国有鉄道に移管。
- 1962年（昭和37年）
  - 5月1日：公衆電報の取り扱い廃止[9]。
  - 11月1日：車扱貨物取り扱い廃止[8][9]。小口扱貨物のみ取り扱いとなる[10]。
- 1963年（昭和38年）2月28日：前日名寄へ来市した高松宮宣仁親王が九度山でのスキーのために当駅を利用[11]。
- 1970年（昭和45年）11月20日：日本花いっぱい協会主催第7回花のある駅コンクールで全国2位となる運輸大臣賞に入賞[12][13][14]。
- 1974年（昭和49年）10月1日：貨物取り扱い廃止。荷物取り扱いは継続し、旅客駅となる[8][10]。
- 1976年（昭和51年）12月：智東地区無人化[6]。
- 1984年（昭和59年）
  - 2月1日：荷物取り扱い廃止[15][16]。
  - 11月10日：出札・改札業務を停止し旅客業務について無人化[17][18][19]。但し閉塞扱いの運転要員は継続配置[18][19]。
- 1986年（昭和61年）
  - 3月3日：同日のダイヤ改正で列車交換が無くなり、交換設備廃止[20]。同時に完全無人化[20]。
    - 無人化に合わせて、附近の振興・更正地区の住民が「いまは（注：智東に）住む人もなく、同じ駅の跡を乗降場にしても利用価値が少ない」として、約2km稚内方（東恵橋附近）へ移転新設を陳情したが[21]、実現しなかった。

  - 駅舎改築、貨車駅舎となる[2]。
- 1987年（昭和62年）4月1日：国鉄分割民営化により、北海道旅客鉄道（JR北海道）の駅となる。同時に臨時駅になり、冬季は全列車が通過するようになる[22]。
- 2005年（平成17年）
  - 11月30日：実質的な最終営業日（翌日から冬季通過期間）。
  - 12月22日：廃止が発表される[4]。
- 2006年（平成18年）3月18日：利用者僅少に伴い、同日のダイヤ改正に併せ廃止となる[4][23][24]。
  - 廃駅後、貨車駅舎は2006年（平成18年）7月3日にトロッコ王国美深（旧・仁宇布駅構内）に移設され再利用されている[25]。

### 駅名の由来
所在地名より。智恵文村（当時）の東端に位置することから「智東」と名付けられた。

## 駅構造
かつてはホームが千鳥式に配置された相対式ホームを構内踏切で結んだ2面2線（稚内方へ向かって右手の駅舎側が上り本線〔1番線〕、対向が下り本線〔2番線〕）を有する列車交換可能な交換駅であったが、その後の交換設備廃止により、稚内方面へ向かって左手に設けられた旧2番線を利用した単式ホーム1面1線に縮小された。
このほか、1983年（昭和58年）4月時点では1番線の旭川方から分岐し駅舎南側の貨物ホームへ至る貨物積卸し用の側線を1線と、2番線稚内方から2番線ホーム手前への側線を1線有し、上下とも安全側線を各1線有していたが、交換設備運用廃止後に撤去された。
駅舎は前述のとおり、当初は稚内方へ向かって右手の1番線側に設置されていたが、棒線化・無人化後にヨ3500形車掌車を改造した貨車駅舎が旧2番線に設置された。営業当時は宗谷本線の貨車駅としては最も南に位置した。

## 利用状況
乗車人員の推移は以下のとおり。年間の値のみ判明している年については、当該年度の日数で除した値を括弧書きで1日平均欄に示す。なお、1940年（昭和15年）、1950年（昭和25年）および1970年（昭和45年）の数値はいずれも当該年から過去5年間の平均値であり、1日平均はいずれも365で除して算出し括弧書きで記した。
かつて、林業が盛んであった頃には近隣山林から切り出した木材の積み出し駅であったが、後述するように無住地となってからは、当地へ通い作をする人や鉄道関係者の利用、ピヤシリ山、九度山への登山・スキー客が主であった。1986年（昭和61年）の無人化直前には、日常的な列車利用客は通学生2人と通勤者1人だけ、職員は駅長以下3人だった。
| 年度               | 乗車人員 | 乗車人員 | 出典   | 備考                      |
| 年度               | 年間     | 1日平均  | 出典   | 備考                      |
| ------------------ | -------- | -------- | ------ | ------------------------- |
| 1940年（昭和15年） | 11,821   | (32,4)   | [ 28 ] |                           |
| 1950年（昭和25年） | 17,625   | (48.3)   | [ 28 ] |                           |
| 1960年（昭和35年） | 23,908   | 66       | [ 29 ] |                           |
| 1961年（昭和36年） | 20,758   | 57       | [ 29 ] |                           |
| 1962年（昭和37年） | 22,027   | 60       | [ 29 ] |                           |
| 1963年（昭和38年） | 23,902   | 65       | [ 29 ] |                           |
| 1964年（昭和39年） | 24,238   | 66       | [ 29 ] |                           |
| 1965年（昭和40年） | 25,860   | 71       | [ 29 ] |                           |
| 1966年（昭和41年） | 22,879   | 38       | [ 29 ] |                           |
| 1967年（昭和42年） | 16,583   | 24       | [ 29 ] |                           |
| 1968年（昭和43年） | 16,548   | 45       | [ 29 ] |                           |
| 1970年（昭和45年） | 11,246   | (30.8)   | [ 28 ] |                           |
| 1978年（昭和53年） |          | 6.0      | [ 30 ] | 3年前から智東地区は無住地 |
| 1981年（昭和56年） |          | (1.5)    | [ 27 ] | 乗降人員3人               |
| 1992年（平成04年） |          | (0.0)    | [ 2 ]  | 乗降人員0人               |

## 駅周辺
智東地区は1908年（明治41年）に個人の入植、および「吉野団体」と称する開拓団10戸の入植によって開拓がはじまった。1911年（大正元年）ごろには智東地区だけで21戸、第2次大戦後の1946年（昭和21年）から1951年（昭和26年）にかけては国の緊急開拓事業（いわゆる戦後開拓）によって14戸の入植があり、1960年（昭和35年）ごろには鉄道官舎を含め45戸近く（うち農家はピーク時で20戸前後）にまで発展したが、1961年（昭和36年）ごろから土地が狭く機械化が困難なことなどを理由に離農が進み、1962年（昭和37年）には農家は8戸となり、1976年（昭和51年）12月には最後まで残っていた農家2世帯8人が当地を離れ、以降は他地区居住者が通って耕作する畑作地や牧草地としての利用が主となっている。
- 金毘羅大権現の碑
  - 1910年（明治43年）7月、当地の天塩川の峡谷で、鉄道建設の資材を積んだ船が転覆し、30人以上が死亡・行方不明となった事故があり、関係者によって建立された[37]。当初は通常人が近づけない遭難事故現場の左岸河崖の下に建立されていたため存在を忘れられていたが、1976年（昭和51年）10月、河川改修工事中に埋まった姿で再発見され、2年後の1978年（昭和53年）7月に右岸側に再度建立された[37]。
- スーポロの碑
- 比翼の滝・辰光の滝
- 住友ゴム工業名寄テストコース
- 天塩川

## 隣の駅
北海道旅客鉄道（JR北海道）
宗谷本線（廃止時点）
日進駅 - （臨）智東駅 - 北星駅